# Al Maktoum
Familjen Al Maktoum (arabiska: آلمكتوم Āl Maktūm, House of Maktoum) är den kungliga familjen i Emiratet Dubai och en av de sex härskande familjerna i Förenade arabemiraten.

## Styre
Följande medlemmar i familjen Al Maktoum har styrt Dubai:
- 9 juli 1833 - 1836 Schejk Obeid bin Said bin Rashid (d. 1836)
- 9 juli 1833 - 1852 Schejk Maktoum bin Butti bin Suhail (d. 1852)
- 1852 - 1859 Schejk Saeed bin Butti (d. 1859)
- 1859 - 22 november 1886 Schejk Hasher bin Maktoum (d. 1886)
- 22 november 1886 - 7 april 1894 Schejk Rashid bin Maktoum (d. 1894)
- 7 april 1894 - 16 februari 1906 Schejk Maktoum bin Hasher Al Maktoum (d. 1906)
- 16 februari 1906 - november 1912 Schejk Butti bin Suhail Al Maktoum (d. 1912)
- November 1912 - September 1958 Schejk Saeed bin Maktoum bin Hasher Al Maktoum (d. 1958)
- September 1958 - 7 oktober 1990 Schejk Rashid bin Saeed Al Maktoum (d. 1990)
- 7 oktober 1990 - 4 januari 2006 Schejk Maktum ibn Rashid al Maktoum (d. 2006)
- 4 januari 2006 - nu Schejk Mohammed bin Rashid Al Maktoum

## Tillgångar
Familjen Al Maktoum äger bland annat Godolphin Racing, en av de främsta tävlingsstallen för engelska fullblod. Familjen äger även avelsverksamheten Darley Stud som är ett av världens främsta stuterier.